# Туктаркуль
Туктарку́ль (рос. Туктаркуль, башк. Туҡтаркүл) — присілок у складі Буздяцького району Башкортостану, Росія. Входить до складу Буздяцької сільської ради.
Населення — 55 осіб (2010; 64 у 2002).
Національний склад:
- башкири — 70 %
- татари — 27 %